# Home (musikalbum)
Home är ett musikalbum av den nordamerikanska rockgruppen Deep Blue Something från 1994.

## Låtlista
| Nr           | Titel                   | Längd |
| ------------ | ----------------------- | ----- |
| 1.           | Gammer Gerten's Needle  | 3:17  |
| 2.           | Breakfast at Tiffany's  | 4:20  |
| 3.           | Halo                    | 2:48  |
| 4.           | Josey                   | 3:23  |
| 5.           | A Water Prayer          | 3:22  |
| 6.           | Done                    | 3:21  |
| 7.           | Song to Make Love To    | 3:09  |
| 8.           | The Kandinsky Prince    | 2:28  |
| 9.           | Home                    | 4:13  |
| 10.          | Red Light               | 4:28  |
| 11.          | I Can Wait              | 3:03  |
| 12.          | Wouldn't Change a Thing | 4:05  |
| 13.          | Dear Prudence           | 3:05  |
| 14.          | Sun                     | 4:17  |
| Total längd: | Total längd:            | 49:18 |